# Bundesstraße 406
De Bundesstraße 406 (afgekort:B 406) is een 84 kilometer lange Bundesstraße in de Duitse deelstaat Saarland.
De B406 begint bij de Luxemburgse grens waar ze overgaat in de N10 naar Remich en loopt door Perl naar de afrit Perl-Borg. Vanaf hier tot aan afrit Saarbrücken-Schönbach is de B406 verrvangen door A 8 en A620. De weg loopt nog naar de Franse grens bij Güdingen waar hij overgaat in de N 61 naar Sarreguemines
De B406 loopt deels samen met de B407.
B1 · B3 · B7 · B8 · B9 · B10 · B26 · B27 · B35 · B37 · B38 · B39 · B40 · B41 · B42 · B43 · B43a · B44 · B45 · B47 · B48 · B49 · B50 · B51 · B52 · B53 · B54 · B55 · B55a · B56 · B56n · B57 · B58 · B59 · B61 · B62 · B63 · B64 · B65 · B66 · B66n · B67 · B68 · B70 · B80 · B83 · B84 · B219 · B220 · B221 · B223 · B224 · B225 · B226 · B227 · B228 · B229 · B230 · B231 · B233 · B234 · B235 · B236 · B237 · B238 · B239 · B241 · B249 · B250 · B251 · B252 · B253 · B254 · B255 · B256 · B257 · B258 · B259 · B260 · B261 · B262 · B263 · B264 · B265 · B266 · B267 · B268 · B269 · B270 · B271 · B272 · B274 · B275 · B277a · B278 · B279 · B284 · B288 · B323 · B324 · B326 · B327 · B399 · B400 · B403 · B405 · B406 · B407 · B409 · B410 · B411 · B412 · B413 · B414 · B416 · B417 · B418 · B419 · B420 · B421 · B422 · B423 · B424 · B426 · B427 · B428 · B429 · B448 · B449 · B450 · B451 · B452 · B453 · B454 · B455 · B456 · B457 · B458 · B459 · B460 · B469 · B473 · B474 · B475 · B476 · B477 · B478 · B479 · B480 · B481 · B482 · B483 · B484 · B485 · B486 · B487 · B488 · B489 · B499 · B504 · B506 · B507 · B508 · B509 · B510 · B511 · B513 · B514 · B515 · B516 · B517 · B519 · B520 · B521 · B525 · B528 · B611